# کالندیت ای
کالندیت ای
رده درمانی: داروهای گیاهی
اشکال دارویی: کرم

## موارد مصرف
کمک به بهبودالتهاب‌ها، زخم و آبسه‌های پوستی، سوختگی، التیام زخم، زخم بستر و سوختگی پای نوزاد.

## مکانیسم اثر
مواد مؤثر گیاه همیشه بهار عبارتنداز: گلیکوزیدهای فلاونول، استرول‌ها و الکل‌های پنتاسیکلیک مانند فارادول. در گیاه اکیناسه عبارتند از: گلیکوزیدهای اکیناکوزید، الکالوئیدها، آمیدها، الکیل امیدها، اکی ناسئین، پلی ساکاریدها، اکیناسین و فلاونوئیدها.
گیاه همیشه بهار یکی از بهترین داروهای گیاهی در درمان التهابات پوستی بشمار می‌رود. اثرضدالتهاب، ضد میکروبی و ضدویروسی برای گیاه همیشه بهار واکیناسه گزارش شده است. عصاره گیاه اکیناسه قادر به مهار آنزیم سیکلواکسیژناز و۵- لیپواکسیژناز بوده ومجموعاً سنتز پروستاگلاندین‌های التهاب‌زا ولوکوترین‌ها را مهار می‌سازد.